# Genotipo
Il termine genotipo (dal tedesco Genotypus, a sua volta derivante dall'unione di "Gen" ovvero gene e della parola greca "τύπος" ovvero tipo) si riferisce all'insieme di tutti i geni che compongono il DNA (corredo genetico / identità genetica / costituzione genetica) di un organismo o di una popolazione. Ogni gene, singolarmente e/o in modo cooperativo, contribuisce in maniera diversa allo sviluppo, alla fisiologia e al mantenimento funzionale dell'organismo.
L'insieme dei caratteri osservabili viene chiamato fenotipo. Il genotipo, da solo, non definisce o determina il fenotipo, ma piuttosto interagisce con l'ambiente (esterno o interno) nel determinarlo. Quindi, due individui con lo stesso genotipo (ad esempio gemelli monozigoti) non necessariamente hanno un fenotipo identico: ciò può essere spiegato attraverso i meccanismi dell'epigenetica, ossia quell'attività di regolazione genica che, attraverso processi chimici, pur non alterando direttamente la sequenza nucleotidica, può modificare il fenotipo dell'individuo o della progenie. Questi fenomeni epigenetici alterano l'accessibilità fisica al genoma da parte di complessi molecolari deputati all'espressione genica, e quindi influenzano il funzionamento dei geni.

## Origine del termine
Il termine, coniato da Mendel a metà del XIX secolo e dimenticato dalla comunità scientifica per decenni, è stato recuperato da Hugo de Vries e Carl Correns nel 1900. L'esperimento di Hershey-Chase ha dimostrato che il DNA è il supporto fisico del genotipo e William Bateson ha reso popolare l'utilizzo di questo termine. Oggi il termine è utilizzato nel mondo accademico e della ricerca. Thomas Hunt Morgan ha studiato il legame tra geni sullo stesso cromosoma, complesso costituito da DNA associato a proteine, ed ha costruito le prime mappe cromosomiche. In seguito James Watson e Francis Crick, descrivendo la struttura molecolare del DNA, hanno aperto la porta al sequenziamento genetico. Ciò è stato possibile soprattutto attraverso il contributo di Kary Mullis nello sviluppo della PCR. L'interesse scientifico per queste scoperte è stato molto forte e il progetto genoma umano, guidato da Craig Venter, è stato realizzato con l'obiettivo di sequenziare per intero il genoma umano e quello di altri organismi, compresi virus e batteri.

## Omozigote ed eterozigote
In individui diploidi, dotati cioè di due copie di ogni cromosoma (cromosomi omologhi), il genotipo, in riferimento ad un singolo carattere, è la combinazione degli alleli di quel gene portati dall'individuo. Se i due alleli di uno stesso locus genico, posizione occupata da un gene sul cromosoma, sono uguali, l'individuo viene detto omozigote, in caso contrario eterozigote (Aa). L'omozigote può essere distinto in dominante (AA) e recessivo (aa) per un determinato gene, in base agli alleli ad esso riferiti.

L'effetto combinato dei due alleli del gene si riflette sulla determinazione fenotipica di quel carattere. Un carattere monofattoriale è controllato da un solo gene: la sua espressione dipende da quali dei diversi alleli possibili sono presenti nei 2 cromosomi omologhi. L'espressione di un carattere multifattoriale è invece influenzata da più loci e/o da altri elementi (anche ambientali). È possibile che un tratto fenotipico sia dovuto ad un'interazione fra geni per cui un gene nasconde l'espressione fenotipica di tutti gli alleli di un altro gene, fenomeno definito epistasi.

Una molecola di DNA: i due filamenti sono composti da nucleotidi, la cui sequenza costituisce l'informazione genetica.

Diagramma genetico: il quadrato di Punnet descrive gli incroci mendeliani tra fiori eterozigoti per il colore viola.

Per determinare un genotipo ignoto (generalmente in un individuo che manifesta il fenotipo dominante, perché un individuo con fenotipo recessivo è quasi sempre omozigote recessivo), viene effettuato un incrocio tra quell'individuo e un individuo omozigote recessivo. Questo incrocio è denominato Testcross ed i fenotipi della progenie così ottenuta rivelano il genotipo dell'individuo in esame. Come è intuibile dal quadrato di Punnett, se il genotipo ignoto è omozigote dominante, incrociandolo con un omozigote recessivo si otterrà, nella progenie, il 100% di individui eterozigoti (con fenotipo dominante). Al contrario, se il genotipo ignoto è eterozigote, dopo l'incrocio, si otterrà il 50% eterozigote (con fenotipo dominante) e il 50% omozigote recessivo (con fenotipo recessivo).
|   | A  | A  |
| - | -- | -- |
| a | Aa | Aa |
| a | Aa | Aa |

|   | A  | a  |
| - | -- | -- |
| a | Aa | aa |
| a | Aa | aa |

Il quadrato di Punnett mette in relazione il corredo genetico fornito dai due genitori al fine di rappresentare statisticamente la probabilità che il figlio possieda un certo genotipo e di conseguenza un certo fenotipo.
Solo in alcuni casi si ottiene una probabilità del 100% (oppure dello 0%) mentre nella maggior parte delle volte ci si trova di fronte a sole probabilità perciò non è possibile avere certezze fino alla nascita della prole, anche nel caso del secondo figlio.
Ad esempio se un genitore è omozigote recessivo (aa) e il suo partner è eterozigote (Aa) si avrà una probabilità del 50% che l'erede sia eterozigote e del 50% che l'erede sia omozigote recessivo; in questi casi la credenza comune sostiene che una persona con fenotipo dominante (genotipo eterozigote) debba obbligatoriamente avere un fratello con fenotipo recessivo (genotipo omozigote recessivo) in modo che la prole dei loro genitori rispecchi le probabilità statistiche, ma in realtà il secondogenito avrà le stesse probabilità del fratello maggiore di mostrare un fenotipo dominante oppure recessivo perché i genitori forniranno nuovamente lo stesso corredo genetico fornito anche al primogenito.
Quindi anche nel caso del secondo figlio si avrà una probabilità del 50% che il figlio mostri il genotipo eterozigote e del 50% che mostri il genotipo omozigote recessivo; il genotipo di una persona dunque dipende da entrambi i genitori ma è indipendente da quello di eventuali fratelli o sorelle.

## Genotipo ed eredità mendeliana
La distinzione tra genotipo e fenotipo è comunemente sperimentata quando si studiano gli alberi genealogici di alcune malattie ereditarie come, per esempio, l'emofilia. L'albero genealogico cui si fa maggiore riferimento per lo studio dell'emofilia è quello della regina Vittoria (1819-1901). I discendenti della famiglia reale britannica sfuggirono alla malattia in quanto Edoardo VII e tutta la sua progenie non ereditarono il gene difettoso. L'emofilia è una malattia che si trasmette dal cromosoma X. Come già descritto nelle leggi di Mendel, vi sono alleli dominanti (G) e alleli recessivi (g). In questo caso, per i maschi non esistono alleli dominanti o recessivi, essendo essi emizigoti, ossia possedendo un gene in copia singola per quei caratteri. Inoltre l'unico X dei maschi è di origine materna. Se il padre è emofilico e la madre portatrice (eterozigote, Gg) la malattia verrà trasmessa alle figlie nel 50% delle probabilità, mentre per il restante 50% saranno solamente portatrici sane; i figli maschi saranno nel 50% dei casi emofilici e nel 50% sani. Se il padre è sano, le figlie femmine saranno al massimo portatrici come la madre.

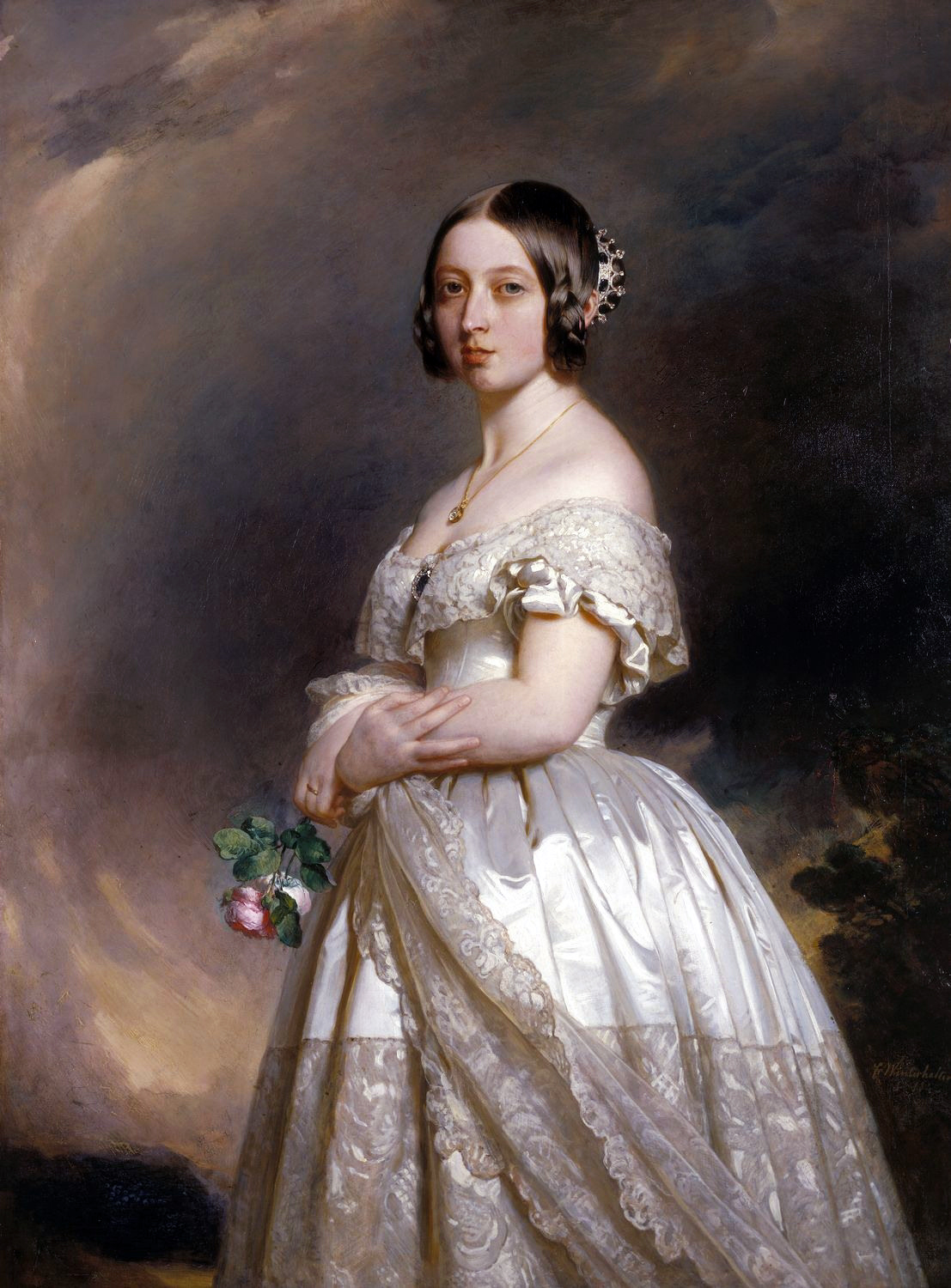
La giovane regina Vittoria.
Interazioni dei geni recessivi legati al cromosoma X.

## Genetica delle popolazioni
La variabilità tra individui può essere ripartita nelle componenti: genetica, ambientale e di interazione tra le due. È stato verificato che i genotipi possono non essere distribuiti casualmente nei vari ambienti e che possono comportarsi in modo diverso in base a dove si trovano. Quindi anche la distribuzione geografica può influenzare l'espressione fenotipica del genotipo. Infatti la struttura genetica di una specie può variare sia geograficamente che temporalmente. La migrazione di individui entro una popolazione può alterare la composizione del pool genico della popolazione, se i geni portati dai migranti sono diversi da quelli dei residenti della popolazione. La migrazione, detta anche flusso genico, tende a ridurre le divergenze genetiche tra popolazioni ed aumenta le dimensioni effettive delle popolazioni stesse.
Altro fattore importante nella modifica dell'espressione fenotipica di uno stesso genotipo è la selezione naturale. Un esempio classico di selezione nelle popolazioni naturali è rappresentato dall'evoluzione di forme melaniche (scure) di falena in associazione con l'inquinamento ambientale dovuto alle industrie, un fenomeno conosciuto come "melanismo industriale". Uno dei casi meglio studiati è quello della falena screziata, Biston betularia: il fenotipo tipico di questa specie è un colore bianco sporco con variegature più scure. Prima della rivoluzione industriale, in Inghilterra la maggior parte delle falene screziate possedevano questo fenotipo; con l'industrializzazione e il conseguente depositarsi delle ceneri nell'ambiente si affermò un nuovo fenotipo, detto carbonaria (nero). Questo fenotipo aumenta la fitness della specie perché ha il vantaggio di potersi mimetizzare su tronchi di betulle presenti in zone industriali anneriti dall'inquinamento (su cui la forma bianca risulterebbe troppo visibile). Questo dimostra come l'ambiente influenzi il genotipo portando a diverse manifestazioni fenotipiche in base alla necessità di sopravvivenza dell'individuo.

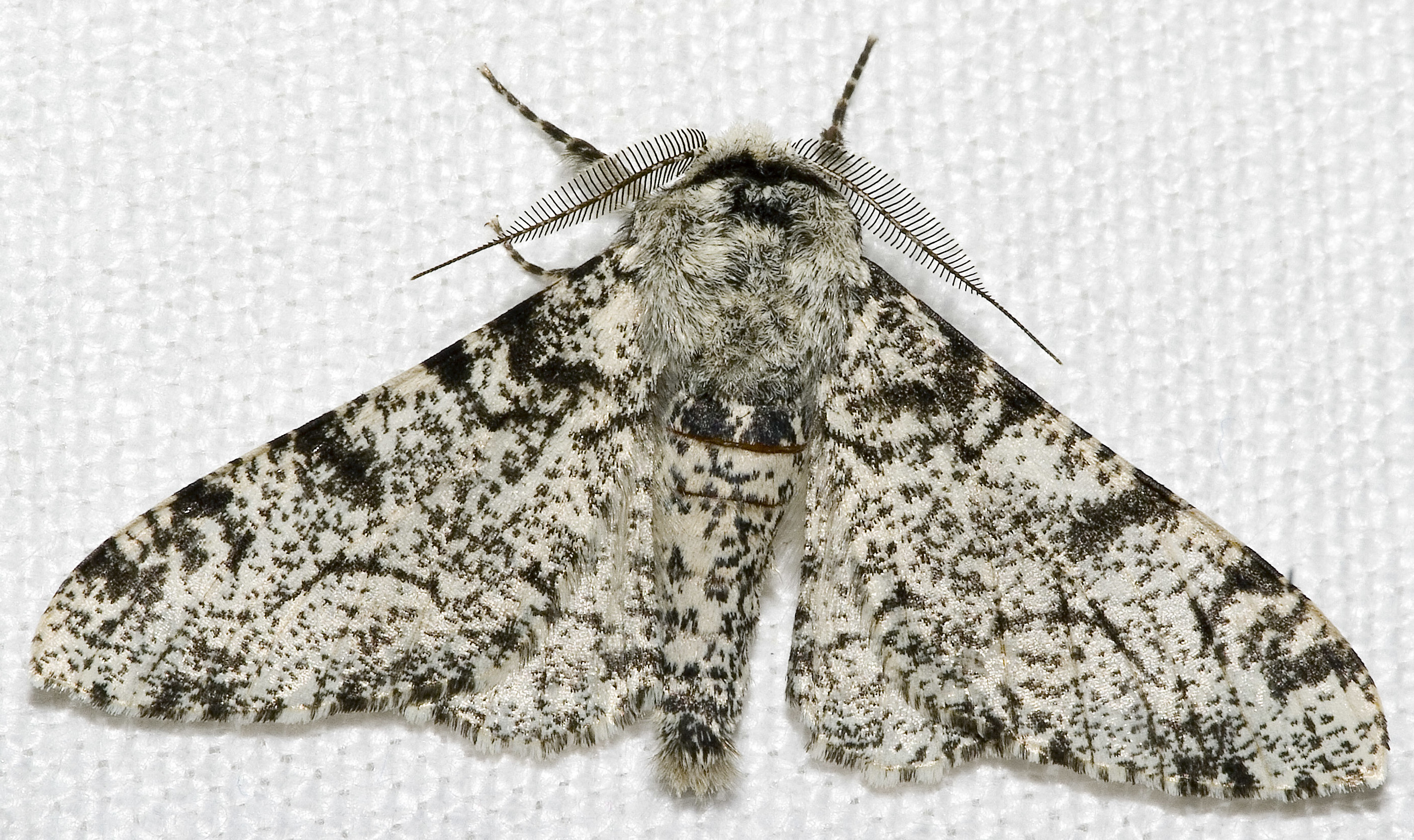
Biston betularia, forma "chiara"
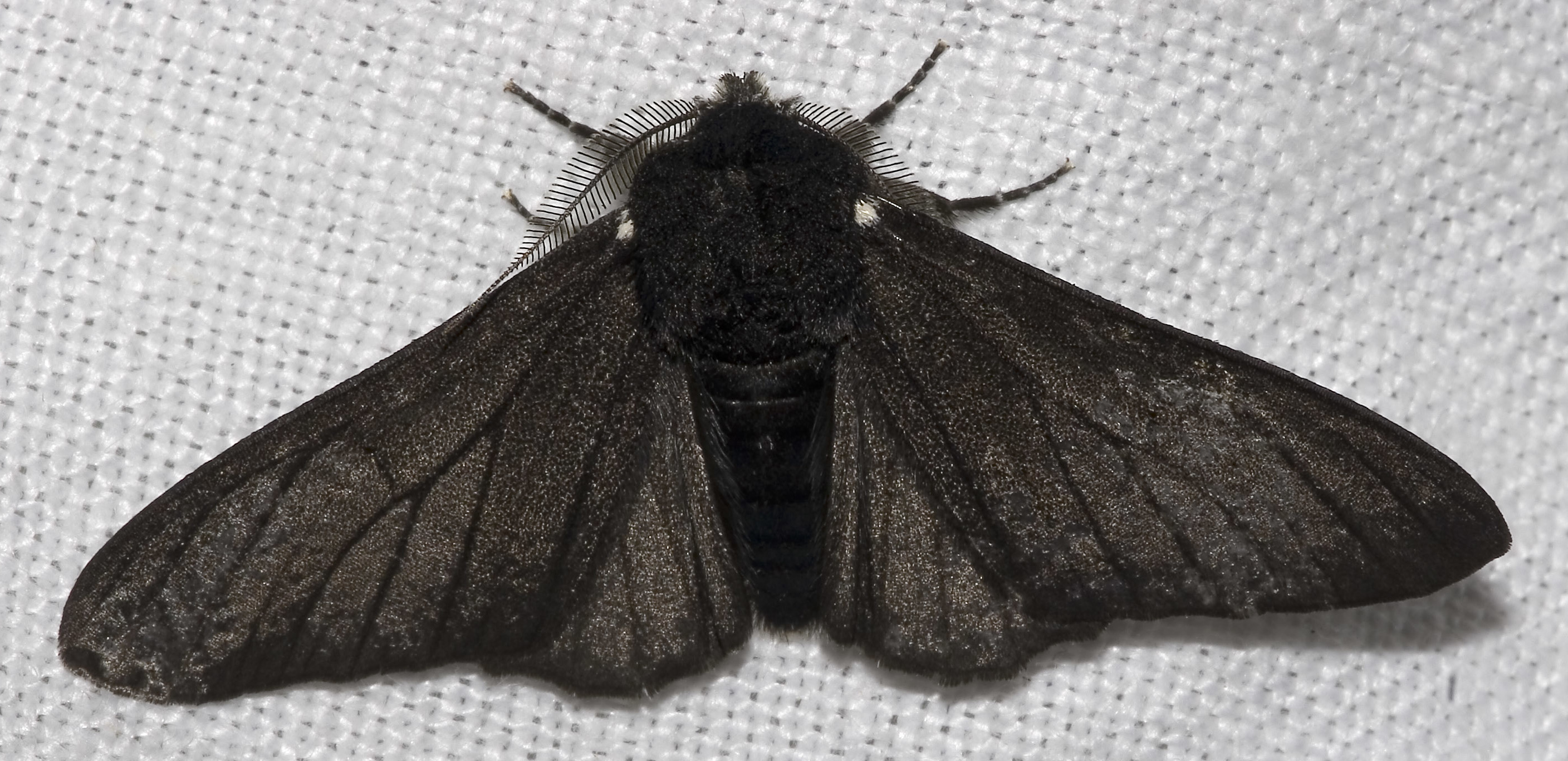
Biston betularia, forma "scura"

## Determinazione del genotipo
La genotipizzazione è il processo che permette di individuare il genotipo di un organismo tramite test biologici (test genotipici). Queste tecniche comprendono: PCR, analisi di un frammento di DNA, sonde oligonucleotidiche allele specifiche (ASO), sequenziamento del DNA e microarray. L'analisi del frammento di DNA può anche essere utilizzata per determinare malattie genetiche che causano aberrazioni come l'instabilità dei microsatelliti (MSI), la trisomia o l'aneuploidia, e la perdita di eterozigosi (LOH). L'aneuploidia cromosomica più frequente è una trisomia del cromosoma 21 che si manifesta come sindrome di Down. Le attuali limitazioni tecnologiche in genere consentono di determinare in modo efficiente solo una frazione del genotipo di un individuo.